# Lichenomphalia chromacea
Lichenomphalia chromacea är en lavart som först beskrevs av Cleland, och fick sitt nu gällande namn av Redhead, Lutzoni, Moncalvo & Vilgalys 2002. Lichenomphalia chromacea ingår i släktet Lichenomphalia och familjen Hygrophoraceae.   Inga underarter finns listade i Catalogue of Life.